# Gas-ultracentrifuge

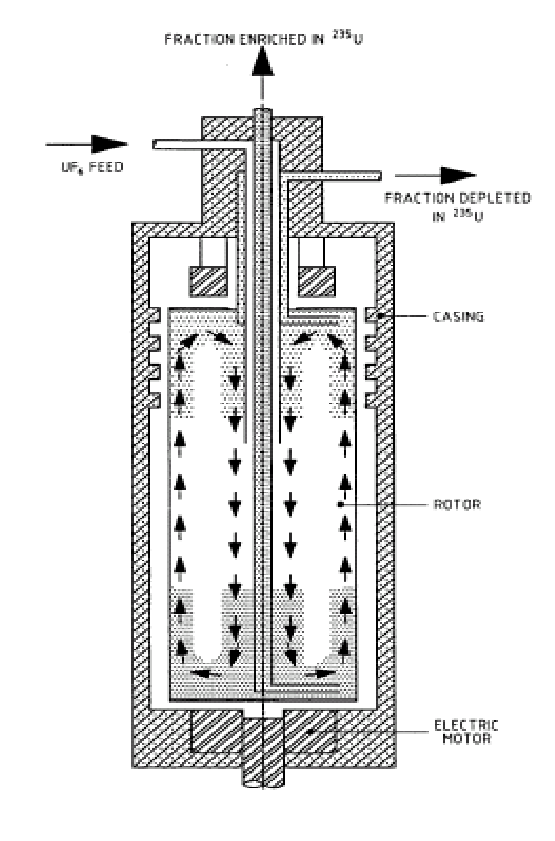
Schematische dwarsdoorsnede van een gas-ultracentrifuge.

Een gas-ultracentrifuge is een ultracentrifugetoestel dat gassen scheidt op basis van de moleculaire massa door middel van middelpuntvliedende kracht: Er ontstaat een concentratiegradiënt loodrecht op de rotatie-as.  Op die manier kunnen isotopen fysisch van elkaar gescheiden worden.

## Verfijning
Dit scheidingsproces kan gecombineerd worden met het aanleggen van een temperatuurgradiënt die voor een convectiestroom zorgt.

## Uraniumverrijking

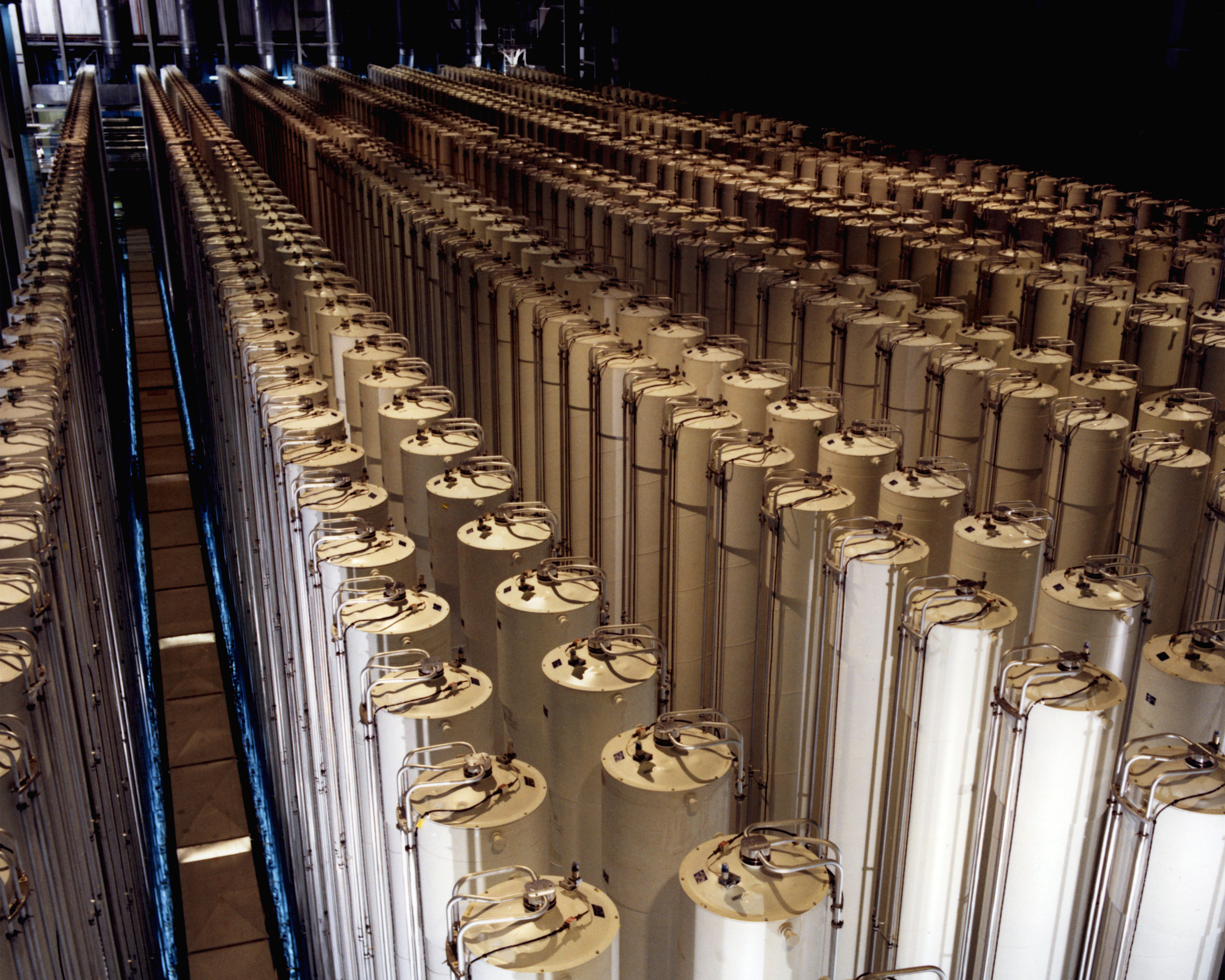
Ultacentrifuges in serie

De gascentrifuge werd geperfectioneerd, zodat er een continue instroom van gemengd gas en uitstroom van de zware en lichte fracties mogelijk is. Door verschillende gascentrifuges na elkaar in serie te schakelen, kan men 235U van 238U scheiden. Vooraf wordt uranium door middel van chemische binding aan fluor gasvormig gemaakt als uraniumhexafluoride. De lichtste isotoop kan vanaf een concentratie van 3% als kernsplijtstof dienen. Vanaf 90% is het bruikbaar als kritische massa voor kernbommen.

## Bouw
- cilinder met in- en twee uitstroomopeningen
- elektromotor met zilverdraad voor minimale elektrische weerstand
- vacuümkamer rondom de cilinder minimaliseert de mechanische wrijvingsweerstand